# Johann Peter Brandenburg

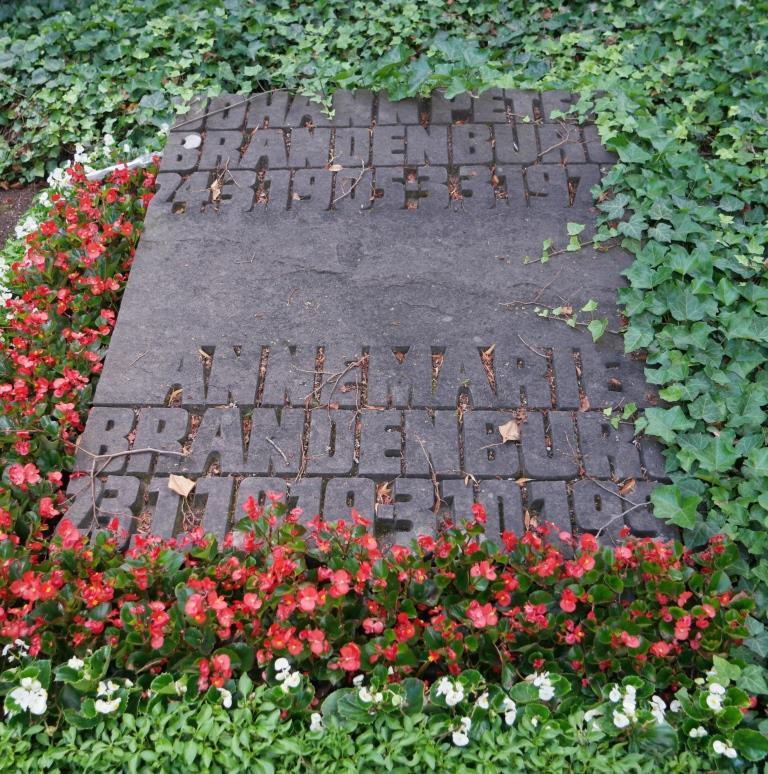
Grab von J. P. Brandenburg auf dem Pforzheimer Hauptfriedhof

Johann Peter Brandenburg (* 25. März 1905 in Kronenburg; † 3. März 1977 in Pforzheim) war ein deutscher Politiker der FDP/DVP. Er prägte als Oberbürgermeister
den Neuaufbau der Stadt Pforzheim nach dem Zweiten Weltkrieg.

## Leben und Beruf
Brandenburg hatte Rechtswissenschaften in Köln und Tübingen studiert und war in der Industrie als Jurist tätig. 1947 gründete er mit Felix Richter die „Süddeutsche Allgemeine Zeitung“, verkaufte seinen Anteil aber bereits im selben Jahr wieder, nachdem er zum Oberbürgermeister gewählt worden war. Er war seit 1927 Mitglied der katholischen Studentenverbindung K.D.St.V. Asgard Köln. Nach seinem Tod wurde auf dem Pforzheimer Hauptfriedhof bestattet.

## Partei
Brandenburg gehörte den „Demokraten“, also der FDP/DVP in Baden-Württemberg, an.

## Abgeordneter
Von 1946 bis 1952 war Brandenburg Landtagsabgeordneter im Landtag von Württemberg-Baden, anschließend (mit einer Unterbrechung von 1956 bis 1960) bis 1976 in Baden-Württemberg. Von 1960 bis 1968 war er Vizepräsident des Landtages. 1969 wählte ihn die FDP/DVP-Fraktion zu ihrem Vorsitzenden. Er hatte dieses Amt bis zu seinem Ausscheiden aus dem Landtag inne.

## Öffentliche Ämter
Von 1947 bis 1966 war Brandenburg Oberbürgermeister von Pforzheim, nachdem er bereits von 1946 bis 1947 stellvertretender Bürgermeister gewesen war. Hauptsächlich Brandenburgs Arbeit ist das heutige Stadtbild Pforzheims zu verdanken, da er für den Wiederaufbau der fast komplett zerstörten Stadt verantwortlich zeichnete. Brandenburg kämpfte (nicht nur als OB, sondern auch als Landtagsabgeordneter) vehement für eine kommunale statt einer landesstaatlichen Polizei, da er die kommunale Polizei für bürgernäher und auch effektiver hielt als zentral von Stuttgart aus geführte Sicherheitskräfte.
Am 24. Juni 1976 wurde Brandenburg zum Richter am Staatsgerichtshof für das Land Baden-Württemberg in der Gruppe der Mitglieder ohne Befähigung zum Richteramt gewählt. Dieses Amt hatte er bis zu seinem Tod im März 1977 inne. Zu seinem Nachfolger wurde Wilhelm Hofmann gewählt.

## Ehrungen und Auszeichnungen
Bei seinem Ausscheiden aus dem Oberbürgermeister-Amt wurde Brandenburg das Ehrenbürgerrecht der Stadt Pforzheim verliehen. 1976 wurde ihm die Verdienstmedaille des Landes Baden-Württemberg verliehen.